# اسپیک اینگلیش
اسپیک اینگلیش (به انگلیسی: Speak English) نام کتاب‌های آموزشی زبان انگلیسی در دوره دبیرستان در دهه ۱۳۳۰ و ۱۳۴۰ بود. گرترود نای دوری، نویسندهٔ کتاب‌ها، در سال ۱۳۳۸ برندهٔ جایزه کتاب سال سلطنتی شد.